# Campeonato do Brasil de Ciclismo Contrarrelógio
O Campeonato Brasileiro de Ciclismo Contra-Relógio é realizado anualmente desde 2000 para determinar o campeão brasileiro de cada ano na modalidade, incluindo ambos gêneros e categorias de idade.
O título é dado ao vencedor de somente uma etapa na modalidade do contra-relógio individual (CRI). O vencedor do evento é premiado com o direito de vestir uma camisa com as cores da bandeira brasileira até o campeonato do ano seguinte, somente nas provas de CRI.
O campeonato é organizado pela Confederação Brasileira de Ciclismo (CBC), e, à exceção do ano de 2002, foi disputado ininterruptamente desde sua criação. O maior vencedor é Luiz Carlos Amorim Tavares, com 5 vitórias (2003, 2004, 2010, 2012 e 2013).

## Vencedores

### Masculino
| Ano  | Vencedor                   | Segundo lugar              | Terceiro lugar             |
| ---- | -------------------------- | -------------------------- | -------------------------- |
| 2000 | Daniel Gonçalves           | Jefferson Misiak           | Tony Azevedo               |
| 2001 | Cássio Paiva de Freitas    | Márcio May                 | Daniel Gonçalves           |
| 2002 | Não foi disputado          | Não foi disputado          | Não foi disputado          |
| 2003 | Luiz Carlos Amorim Tavares | Márcio May                 | Reginaldo Grellman         |
| 2004 | Luiz Carlos Amorim Tavares | Soelito Gohr               | Elivelton Pedro            |
| 2005 | Pedro Nicácio              | Márcio May                 | Luiz Carlos Amorim Tavares |
| 2006 | Pedro Nicácio              | Luiz Carlos Amorim Tavares | Magno Prado Nazaret        |
| 2007 | Pedro Nicácio              | Itamar Calado              | Edson Luiz Corradi         |
| 2008 | Cleberson Weber            | Pedro Nicácio              | Rodrigo Nascimento         |
| 2009 | Rodrigo Nascimento         | Marcos Novello             | Luiz Carlos Amorim Tavares |
| 2010 | Luiz Carlos Amorim Tavares | Magno Prado Nazaret        | Walter Miguel              |
| 2011 | Magno Prado Nazaret        | Carlos Manarelli           | Rafael Gasparini           |
| 2012 | Luiz Carlos Amorim Tavares | Patrick Oyakawa            | Flávio Cardoso             |
| 2013 | Luiz Carlos Amorim Tavares | Magno Prado Nazaret        | Rodrigo Nascimento         |
| 2014 | Pedro Nicácio              | Rodrigo Nascimento         | Luiz Tavares Amorim        |
| 2015 | Magno Nazaret              | Marcos Novello             | Rodrigo Nascimento         |
| 2016 | Rodrigo Nascimento         | Marcos Novello             | Luiz Carlos Amorim         |
| 2017 | Magno Nazaret              | Cristian Egídio            | Mauricio Knapp             |
| 2018 | Lauro César Chaman         | Cristian Egídio            | Flavio Cardoso             |
| 2019 | André Gohr                 | Cristian Egídio            | Rodrigo Nascimento         |
| 2020 | Não se disputou            | Não se disputou            | Não se disputou            |
| 2021 | Lauro Chaman               | Cristian Egidio            | André Gohr                 |
| 2022 | Lauro Chaman               | Cristian Egidio            | Vinícius Rangel            |

### Feminino
| Ano  | Vencedor                           | Segundo                       | Terceiro                           |           |
| ---- | ---------------------------------- | ----------------------------- | ---------------------------------- | --------- |
| 2000 | Maria Lucilene Silva               | Flávia Oliveira               | Carla Camargo Gardenal             |           |
| 2001 | Maria Luzia Evangelista            | Rosane Kirch                  | Flávia Oliveira                    |           |
| 2002 | Rosane Kirch                       | Maria Luzia Evangelista       | Luciane Tiyomi Yajima              |           |
| 2003 | Maria Luzia Evangelista            | Maria Lucilene Silva          | Patricia Siqueira Moreira          |           |
| 2004 | cancelado                          | cancelado                     | cancelado                          | cancelado |
| 2005 | Camila Pinheiro Monteiro Rodrigues | Luciene Ferreira              | Carla Camargo Gardenal             |           |
| 2006 | Debora Cristina Gerhard            | Luciene Ferreira              |                                    |           |
| 2007 | Janildes Fernandes                 | Natalia Santana Lima          | Camila Pinheiro Monteiro Rodrigues |           |
| 2008 | Camila Pinheiro Monteiro Rodrigues | Aline Fernandes Paiva Paroliz | Janildes Fernandes                 |           |
| 2009 | Aline Fernandes Paiva Paroliz      | Cristiane Pereira Silva       | Natalia Santana Lima               |           |
| 2010 | Debora Cristina Gerhard            | Aline Fernandes Paiva Paroliz | Fernanda Souza                     |           |
| 2011 | Luciene Ferreira                   | Rosane Kirch                  | Janildes Fernandes                 |           |
| 2012 | Luciene Ferreira                   | Uênia Fernandes               | Ana Paula Polegatch                |           |
| 2013 | Clemilda Fernandes                 | Fernanda Souza                | Luciene Ferreira                   |           |
| 2014 | Ana Paula Polegatch                | Clemilda Fernandes            | Janildes Fernandes                 |           |
| 2015 | Daniela Lionco                     | Ana Paula Polegatch           | Flávia Oliveira                    |           |
| 2016 | Clemilda Fernandes                 | Ana Paula Polegatch           | Cristiane Pereira Silva            |           |
| 2017 | Ana Paula Polegatch                | Clemilda Fernandes            | Cristiane Pereira Silva            |           |
| 2018 | Tamires Fanny Radatz               | Ana Paula Polegatch           | Flávia Oliveira                    |           |
| 2019 | Tamires Fanny Radatz               | Flávia Oliveira               | Ana Paula Polegatch                |           |
| 2020 | cancelado                          | cancelado                     | cancelado                          | cancelado |
| 2021 | Ana Paula Polegatch                | Taise Maiara Benato           | Tamires Fanny Radatz               |           |
| 2022 | Ana Paula Polegatch                | Tamires Fanny Radatz          | Taise Maiara Benato                |           |
| 2023 | Ana Paula Polegatch                | Mariana Borges                | Taise Maiara Benato                |           |
| 2024 | Ana Vitória Magalhães              | Tamires Fanny Radatz          | Aline Mariga                       |           |